# کوکوی سینه‌بلوطی
کوکوی سینه‌بلوطی (نام علمی: Cacomantis castaneiventris) نام یک گونه از تیره کوکو است. ابن پرنده در استرالیا، اندونزی، و پاپوآ گینه نو حضور دارد. زیستگاه طبیعی این پرنده جنگل‌های گرمسیری می‌باشد.